# Heinrich F. S. Bachmair
 Heinrich Franz Seraph Bachmair, Pseudonym Jacobus Fellgiebel, Lazarillo (* 4. Oktober 1889 in Pasing; † 11. Oktober 1960 in Freising) war ein deutscher Verleger, Dichter, Erzähler und Teilnehmer an der Münchner Räterepublik.

## Leben

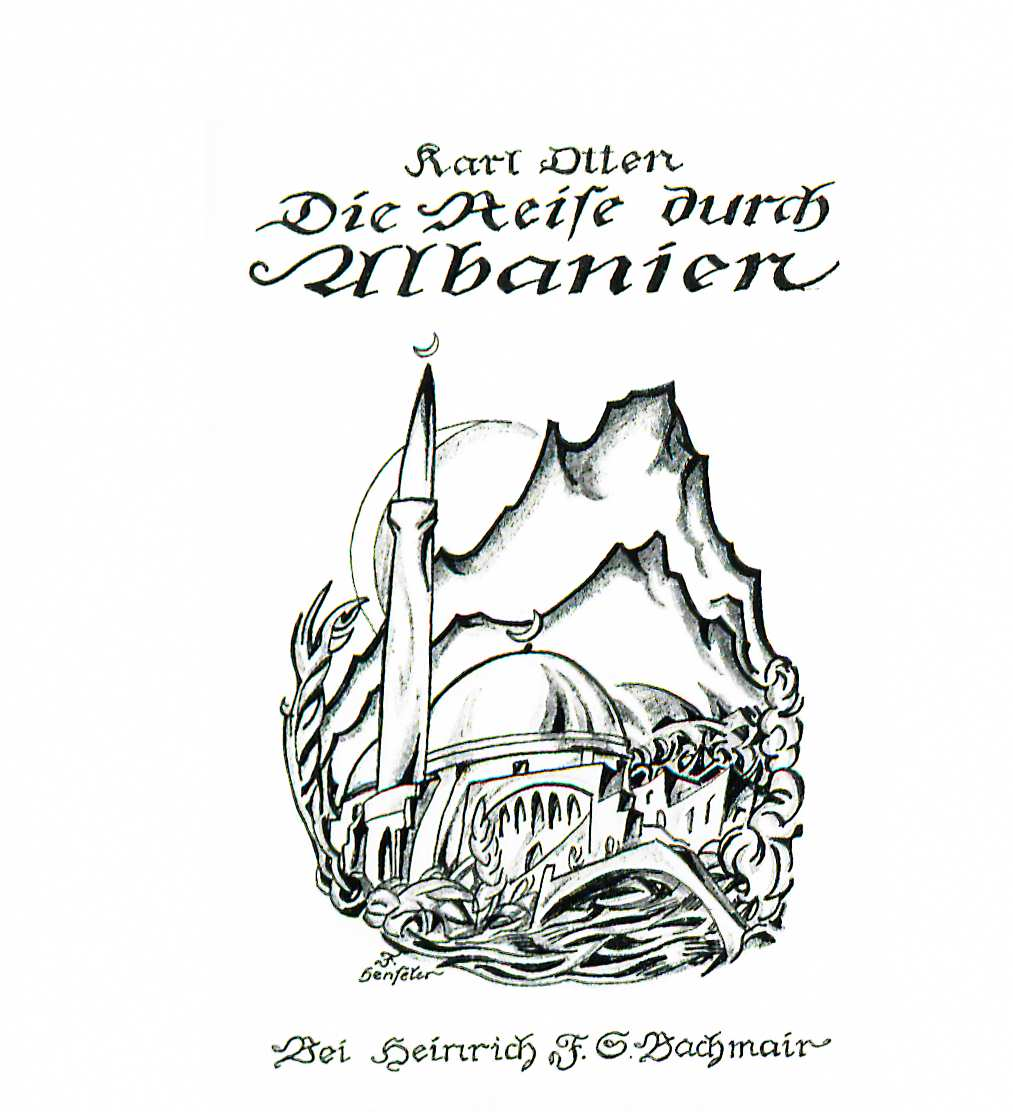
Franz Seraph Henseler: Buchumschlag (1913)

Bachmair wurde als Sohn des Apothekers der Jakobs-Apotheke in Pasing geboren. Vor dem Ersten Weltkrieg studierte er Literaturwissenschaft und Philosophie in München. Mit seinem Jugendfreund Johannes R. Becher übersiedelte er 1911 nach Berlin und gründete im gleichen Jahr den Heinrich F. S. Bachmair-Verlag und verlegte Schriften seines Jugendfreundes, des späteren Verfassers des Textes der Nationalhymne der DDR. Der Verlag edierte auch originalgrafische Werke, so 1913 das Mappenwerk 10 Holzschnitte von Richard Seewald.
Bachmair gründete zusammen mit Becher zwei Zeitschriften „Neue Kunst“ und „Revolution“, zwei der ersten expressionistischen Zeitschriften. Von Else Lasker-Schüler wurde er zu ihrem Zeremonienmeister ernannt. Er verfasste auch selbst Gedichte und Erzählungen, die oft unter Pseudonym erschienen. 1914 musste er seinen Verlag versteigern. 1915 folgte die Rückkehr nach München. Dort machte er Bekanntschaft mit Emmy Hennings. Er trat der SPD bei und meldete sich als Kriegsfreiwilliger.

## Revolution von 1919
1918 trat Bachmair zur USPD über. 1919 gründete er den Verlag Bachmair & Co. und die Buchhandlung „Die Bücherkiste“. Er war Mitglied im Aktionsausschuss Revolutionärer Künstler in München. Am 7. April rief er auf dem Pasinger Marienplatz die Räterepublik aus. Unter Ernst Toller führt er die Rote Artillerie vor Dachau. Es entstanden  Spannungen zwischen Mitgliedern der USPD (Toller) und der KPD (Leviné), da die Leute um Toller auf Verhandlungen mit der „Regierung Hoffmann“ drängten, um sinnlose Opfer zu vermeiden, die kommunistische Führung bestand jedoch auf der Fortführung des Kampfes als historisches Signal für spätere revolutionäre Möglichkeiten. Eine Einigung war nicht möglich, jedoch konnte sich Toller zunächst durchsetzen. Am 27. April trat der Aktionsausschuss zurück und wurde neu gewählt, diesmal ohne Kommunisten. Die gesuchten Verhandlungen mit Hoffmann scheiterten. Er war zu keinen Kompromissen bereit und bestand auf der bedingungslosen Kapitulation der Räterepublik. Beim Einmarsch der weißen Armee im Mai zog Bachmair einen weißen Kittel an und bediente in der Apotheke seines Vaters die Kunden, berichtete Oskar Maria Graf. Bachmair wurde für seine Teilnahme an der Münchner Räterepublik zu einundeinhalb Jahren Festungshaft verurteilt. 1920 wurde er aus der Haft entlassen.

## Weimarer Republik und DDR
1922 heiratete er die Lyrikerin Maria Luise Weissmann und arbeitete als Buchhändler und Verleger. Marie Luise Weissmann starb 1929 an den Folgen einer schweren Angina. 1946 gründete er seinen Verlag in Starnberg neu. Der damals sehr bekannte Übersetzer französischer und lateinischer Lyrik, Carl Fischer, arbeitete in dieser Zeit als Lektor, Herausgeber und Autor in Bachmairs Verlag. Nach vier Jahren musste Bachmair Konkurs anmelden. 1951 nahm er an der Starnberger Dichterkonferenz teil. Er besuchte Becher 1951 in Berlin und fand eine Anstellung als Leiter der Marketingabteilung im damals größten belletristischen Verlag der DDR, dem Aufbau Verlag. 1958 wechselte er zur Akademie der Künste  und archivierte dort Bechers Nachlass.

## Veröffentlichungen
- Detlev von Liliencron. Eine Einführung in sein Schaffen. E. W. Bonsels, München 1909.
- Der reine Tor. Gedichte. Verlag Heinrich F. S. Bachmair, Berlin 1912
- Aglae. Bachmair, München und Berlin 1913
- Das aufgeregte Fest. Erzählung. Privatdruck der Gesellschaft der Münchner Bücherfreunde, München 1926
- Kukuruz Lahemi. Eine sonderbare Geschichte, von Jacobus Fellgibel (d. i. Heinrich F. S. Bachmair) Verlag der Münchner Drucke, München 1927. Einbandzeichnung von Paul Renner, gesetzt in der Renner-Futura in 500 Exemplaren. München 1927/1928.
- Schrift und Satz im schönen Buch. Bachmair, Starnberg 1947.
- Das Manuskript. Ein Hinweis für Schriftsteller. Söcking 1948.